# Carrier Command: Gaea Mission
Carrier Command: Gaea Mission (CCGM) es un videojuego de estrategia en tiempo real desarrollado por Bohemia Interactive y lanzado el 28 de septiembre de 2012. Es la reedición moderna del clásico juego de 1988, Carrier Command.

## Desarrollo
El juego estuvo en desarrollo desde 2008. Originalmente fue un proyecto de Black Element Software que luego fue adquirido por Bohemia Interactive y continuó bajo su dirección. La historia fue inspirada por la trilogía Gaea, principalmente su segundo libro.

## Juego
Carrier Command es un videojuego de estrategia/acción en tiempo real, en donde el objetivo principal es conquistar y controlar islas. Tiene lugar en un archipiélago de 33 islas en la luna Taurus.
La unidad fundamental del jugador es el portaaviones, desde el cual puede desplegar y acoplar hasta cuatro unidades aéreas y cuatro unidades anfibias. También existen otros sistemas ofensivos y defensivos, como drones para proteger al portaaviones cuando está siendo atacado.
Las batallas tienen lugar en el aire, sobre tierra y en el mar. El jugador puede tomar el control de cualquier vehículo que haya sido desplegado en cualquier momento.
El viajar entre las islas tiene lugar en tiempo real. Las islas están compuestas de 6 diferentes zonas climáticas, incluyendo climas árticos, pantanos, volcánicos, montañas, desérticas y templadas. El juego también cuenta con cambios de clima en tiempo real y ciclos de día y noche. Una vez controladas, las islas pueden ser utilizadas en tres maneras: defensa, minería y producción.

## Trama
La historia tiene lugar en el planetoide de Taurus, un campo de batalla pivotal entre dos facciones: La Coalición de la Tierra Unida (UEC por sus siglas en inglés), y la Alianza Asia-Pacífico (APA por sus siglas en inglés), luego de que esta última haya logrado el control de la Tierra en un conflicto apocalíptico.
El jugador controla al teniente de la UEC Myrik. Myrik lidera a un equipo que participa en la Misión Gaea, cuyo objetivo es controlar Taurus. La misión es liderada por el Mayor Harrigan con la Capitán Aurora como segunda al mando. Myrik y su equipo son derribados mientras tratan de llegar a la superficie, pero sobreviven y toman control de un portaaviones de la APA. Comienzan a conquistar islas controladas por la APA y tratan de restablecer comunicaciones con otras unidades de la UEC. Obtienen un video que muestra una ejecución del Mayor Harrigan por parte de un oficial desconocido de la APA cuya voz es familiar para Myrik. Myirk y su equipo encuentran algunos soldados de la UEC y restablecen contacto con Aurora. En ese momento se descubre que la APA está construyendo un portaaviones más avanzado para hacerle frente a Myrik.
Myrik trata de detener la construcción del portaaviones de la APA pero es demasiado tarde y Aurora es capturada y es revelado que el oficial de la APA era Mao Shin, un viejo enemigo de Myrik. El juego de gato y ratón entre los dos comienza pero eventualmente se ven involucrados en una batalla final. El final depende de las acciones del jugador durante la batalla final.
En el final malo, Mao Shin escapa matando a Aurora en el proceso. Myrik luego se ve capturado en un portaaviones muy dañado mientras las fuerzas de la APA lideradas por Mao Shin toman control del mismo. Se puede ver al equipo de Myrik ser matado dentro del portaaviones.
En el buen final, Aurora mata a Mao Shin pero es herido letalmente. Muere en los brazos de Myrik. Myrik es visto después como el comandante de una flota de la UEC. El juego termina con Myrik indicando que la batalla por Taurus recién comienza.

## Recepción
El juego fue recibido con reseñas variables por parte de los críticos. Actualmente el juego cuenta con un puntaje de 60 en el sitio agregador de reseñas Metacritic, de un total de 23 reseñas.
Una reseña positiva de Games.cz critió el potencial no utilizado y la frustración causada por la horriblemente ejecutada Inteligencia Artificial (IA). Con esto último se refería principalmente a la muy mala elección de caminos que tomar en movimiento por parte de las unidades, algo que fue observado como uno de los mayores problemas que un jugador de videojuegos en tiempo real podría tener. Por otro lado, la reseña elogió los gráficos y la banda sonora, además de la jugabilidad -si el jugador tenía la paciencia para soportar a la IA.
El juego recibió una calificación de 59% por parte de PC Gamer. La reseña concluyó diciendo "Está muy retrasada resurrección de franquicia se aplaza en la ejecución debido a los problemas de elección de caminos de movimiento de la IA y la falta de un modo multijugador". La reseña también criticó la historia y los personajes, pero el punto más crítico fueron las fallas de la Inteligencia Artificial.
Una reseña aún más negativa fue publicada por Impulse Gamer en donde el juego recibió un puntaje de 45%. La reseña criticó a la pobre jugabilidad, los bugs y el audio. No obstante, el juego recibió una corta mención positiva gracias a sus gráficos. La reseña concluyó resaltando que algunos de los problemas con el juego probablemente fueron causados por el síndrome de Duke Nukem.
El juego recibió un premio en la Competencia Booom por ser el tercer mejor videojuego desarrollado en la República Checa en 2013.